# Departamentul Olancho
Departamentul Olancho este cel mai mare dintre cele 18 departamente ale Hondurasului. Departamentul acoperă o suprafață totală de 24.057 km² și are o populație estimată în 2015 de 537.306 locuitori.
Capitala departamentului este orașul Juticalpa, care este, de asemenea, sediul eparhiei Romano-Catolice din Juticalpa.

## Istorie
Peștera Talgua, cunoscută și sub numele de „Peștera craniilor strălucitoare”, este situată în apropiere de Catacamas. Acesta a fost folosit ca loc de înmormântare de către popoarele native și, în timp, oasele rămase de acolo au fost acoperite de calcitul care picura din tavan, dându-le un aspect straniu, sclipitor. Testarea cu radiocarbon a indicat că înmormântările au fost făcute în jurul anului 900 î.Hr., cu mult înainte de ascensiunea mayașilor și a altor civilizații. Camera osuară a fost descoperită în 1994 de un voluntar al Corpului Păcii, pe nume Timothy Berg, împreună cu doi localnici din Catacamas, numiți Desiderio Reyes și Jorge Yáñez, iar în zonă încă se desfășoară cercetări.
În secolele al XVIII-lea și al XIX-lea, Olancho a opus rezistență împotriva autorităților guvernamentale din Tegucigalpa, ceea ce a dus la apariția unor conflicte armate. Până în zilele noastre, vechile sentimente independente persistă printre Olanchanos, deși rolul de producător agricol al departamentului a făcut ca acesta să facă parte integrantă din economia honduriană. Fostul președinte al Hondurasului, Porfirio Lobo, este originar din acest departament, mai precis din orașul Juticalpa. De asemenea, fostul președinte acum congresman Manuel Zelaya Rosales este originar din orașul Catacamas.

## Municipalități
1. Campamento
2. Catacamas
3. Concordia
4. Dulce Nombre de Culmí
5. El Rosario
6. Esquipulas del Norte
7. Gualaco
8. Guarizama
9. Guata
10. Guayape
11. Jano
12. Juticalpa
13. La Unión
14. Mangulile
15. Manto
16. Patuca
17. Salamá
18. San Esteban
19. San Francisco de Becerra
20. San Francisco de la Paz
21. Santa María del Real
22. Silca
23. Yocón